# Aphelocoma coerulescens
Aphelocoma coerulescens là một loài chim trong họ Corvidae.

## Hình ảnh

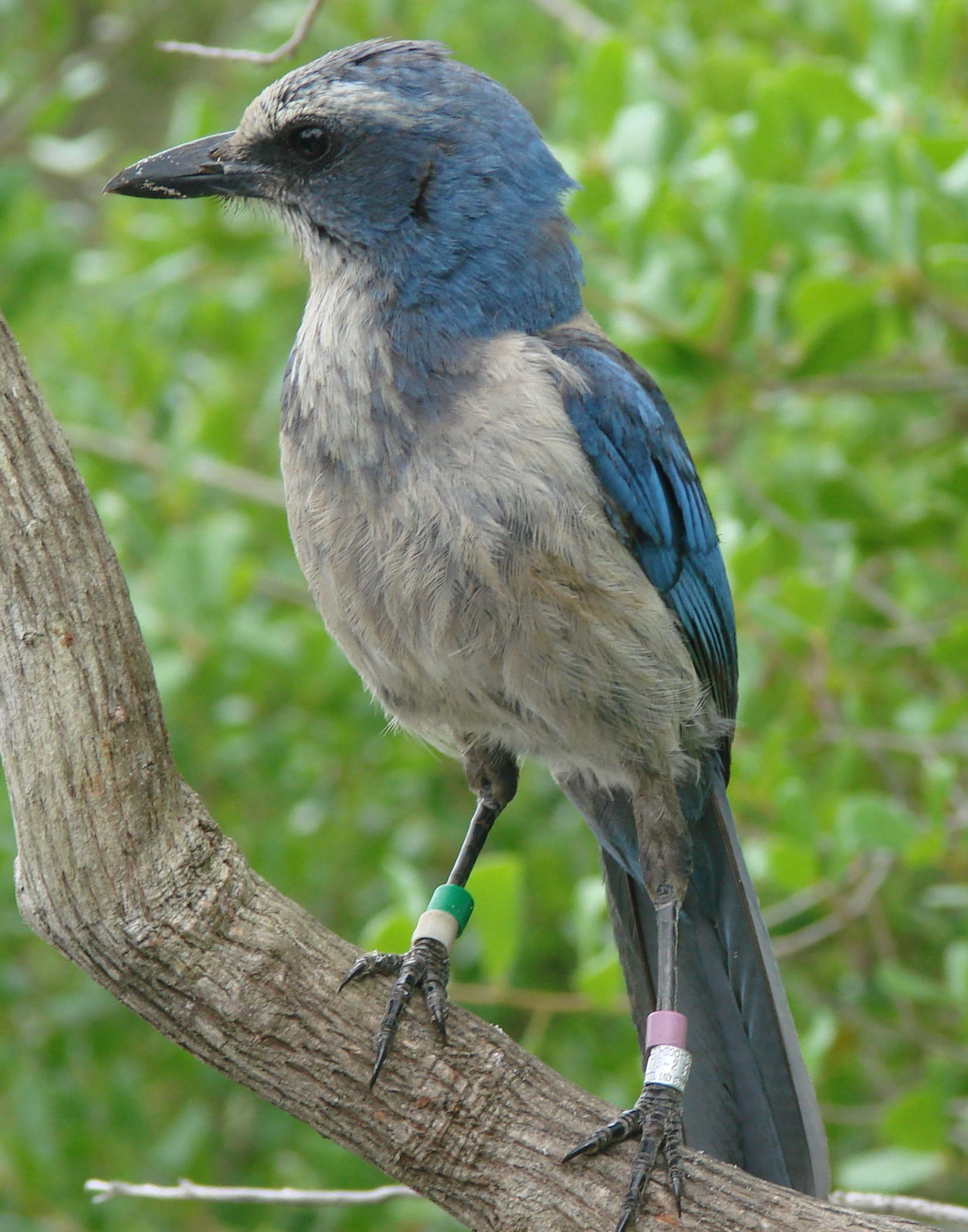
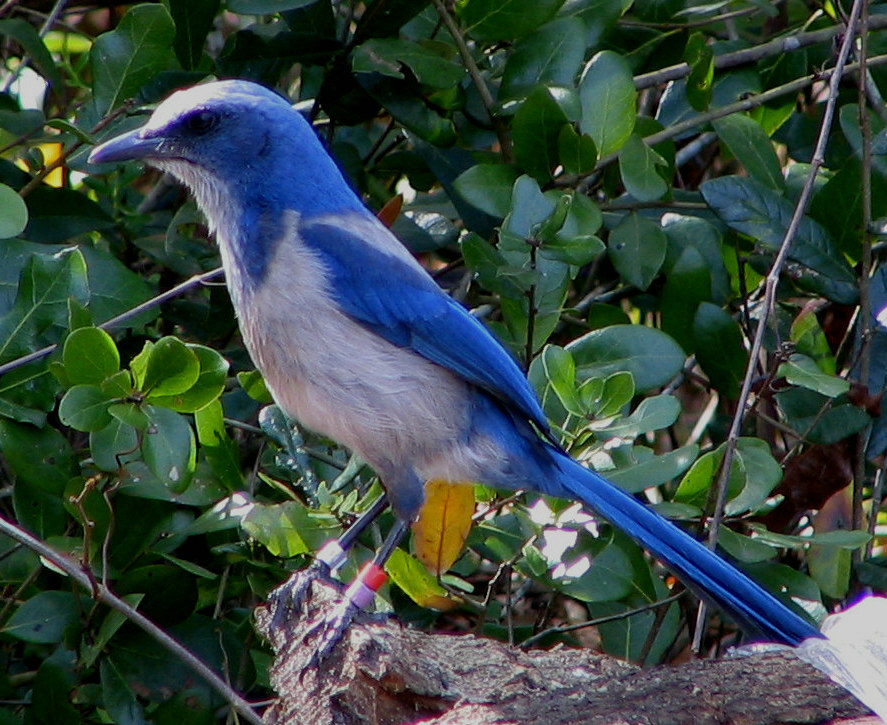
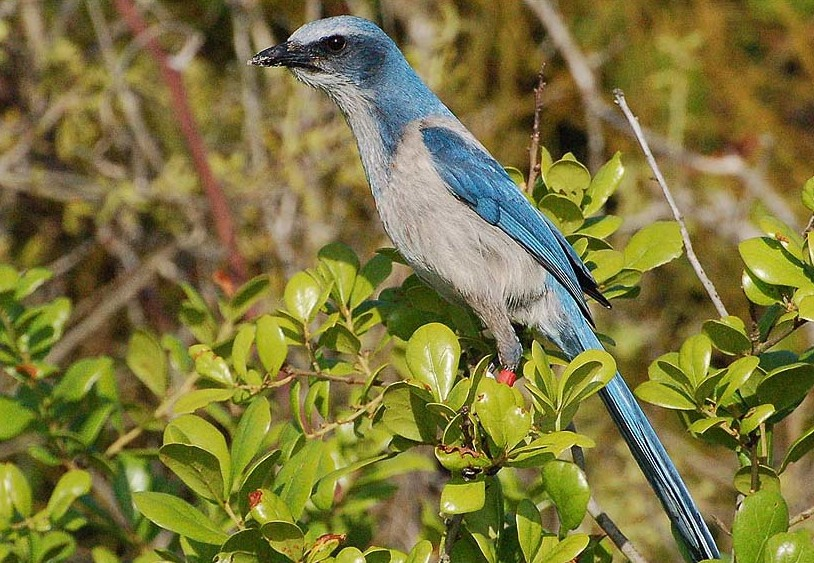
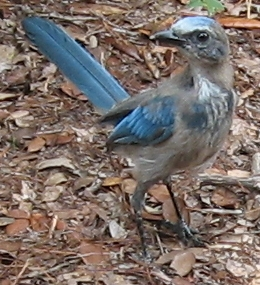

- Tập tin:Tập